# Augustinovics Pál
Augustinovics Pál (kissolymosi) (Szentábrahám, 1763 – 1837. október 6.) erdélyi főkormányszéki tanácsos, a főszámvevőség elnöke.

## Élete
A 17. században Erdélybe települt lengyel unitárius családból származott. Édesapja, Augustinovics Pál 41 évig volt nagykadácsi unitárius pap; a fia 1785-ben jött a kolozsvári unitárius iskolába. 1792. október 17-én jegyzőnek esküdött fel Türi László ítélőmester irodájában, ezzel párhuzamosan gróf Teleki Elek fiainak házitanítója is volt. pár év múlva Magyarországra ment a magyar királyi kúriához, mint hites írnok; 1795-ben Bécsbe ment az erdélyi kancelláriához gyakornoknak. 1798. táján az ügyvédi vizsgát letette s ugyanakkor udvari ágenssegéddé s pár év mulva rendes ágenssé lett, s e hivatalát 30 évig viselte.
A jogtudományon kivül, foglalkozott a történelemmel, néprajzzal és nyelvészettel; beszélt franciául és olaszul, angolul jól értett és a latinban mester volt. 1828. február 25-én ítélőmesterré nevezték ki. 1832-ben erdélyi főkormányszéki tanácsossá lett. Ebben a tisztségében az allodiális javak rendes referense lévén, ő állította össze a főkormányszék által 1837-ben kiadott Utasítást, a magyar és székely városok tanácsa s választott közönséges pénztárnoka, városgazdája, orátora s számvevői számára az allodialis javak és jövedelmekre felvigyázás s azokról való számadás módjára nézve.
1832. augusztus 20-án az erdélyi unitárius egyház a nyárádszentlászlói zsinaton főgondnokká választotta. Ebben a tisztségében figyelemmel kísérte az egyházi és iskolai ügyeket. Az unitárius iskolát térképekkel látta el, és támogatta a harmónia-oktatást.
Az 1837. évi országgyűlésen az erdélyi főszámvevőség elnökévé választották; beiktatása azonban október 6-án történt halála miatt nem történhetett meg. Koporsója felett Nagyszebenben és Kissolymoson Gyöngyösi István ótordai pap tartott gyászbeszédet, melyet 1837-ben Nagyszebenben ki is adtak.
Takarékos élete során felhalmozott vagyonából ladamosi birtokát és könyvtárát az unitárius egyházra hagyta. Az ő nevét viesli a kissolymosi általános iskola.